# George Jackson (cyclisme)
Pour les articles homonymes, voir George Jackson et Jackson.
George Jackson, né le 20 février 2000 à Wellington, est un coureur cycliste néo-zélandais.

## Biographie
10e du championnat de Nouvelle-Zélande en 2021, George Jackson rejoint l'année suivante l'équipe continentale MitoQ-NZ Cycling Project avec laquelle il obtient quelques résultats sur des courses américaines. Meilleur grimpeur de la Joe Martin Stage Race, il remporte peu après le Tour de Somerville.
Il passe professionnel en 2023 chez Bolton Equities Black Spoke. Il participe à se nombreuses courses en France et en Belgique, terminant 7e du Tour du Loir-et-Cher et 3e de la Coupe Sels. C'est toutefois en Asie qu'il se révèle lors du Tour du lac Taihu, terminant une fois 2e et remportant deux étapes ainsi que le classement général. Il enchaîne par le Tour de Langkawi où il s'adjuge la 3e étape menant à Baling. Il passe une journée avec le maillot de leader après une second place le lendemain à Meru Raya.

## Palmarès sur route

### Par années
- 2022
  - Tour de Somerville
- 2023
  - Tour du lac Taihu : 
    - Classement général
    - 3e et 4e étapes

  - 3e étape du Tour de Langkawi
  - 1re étape du Tour de Hainan
  - 2e du championnat de Nouvelle-Zélande du critérium

### Classements mondiaux
| Année                                 | 2023 | 2024  |
| ------------------------------------- | ---- | ----- |
| Classement mondial                    | 215e | 1285e |
| UCI Oceania Tour                      | 15e  | nc    |
|                                       |      |       |
| Légende : nc = non classéSource : UCI |      |       |

## Palmarès sur piste

### Championnats du monde
| Édition / Épreuve    | Poursuite par équipes                       | Scratch | Élimination |
| Aigle 2018 (juniors) | Or (avec Strong, Fisher-Black et O'Donnell) |         |             |
| Glasgow 2023         |                                             | 11e     | 5e          |

### Coupe des nations
- 2023
  - 2e de la poursuite par équipes à Jakarta
  - 3e de l'américaine au Caire
- 2024
  - 3e de la poursuite par équipes à Hong Kong

### Championnats d'Océanie
| Édition / Épreuve       | Poursuite par équipes | Course aux points | Américaine           | Scratch | Omnium | Élimination |
| Adélaïde 2018 (juniors) |                       | Or                | Or                   |         |        |             |
| Invercargill 2019       | Bronze                | 4e                |                      | 8e      |        |             |
| Brisbane 2022           | Argent                | Bronze            |                      | 10e     | Argent | Argent      |
| Brisbane 2023           | Argent                | Or                | Or (avec Tom Sexton) | Argent  | 7e     | 10e         |
| Cambridge 2024          | Or                    | Argent            | Argent               | Or      |        |             |

### Championnats de Nouvelle-Zélande
- Champion de Nouvelle-Zélande de course aux points juniors en 2018
- Champion de Nouvelle-Zélande de course scratch en 2021
- Champion de Nouvelle-Zélande de course aux points en 2022
- Champion de Nouvelle-Zélande de course à l'élimination en 2022
- Champion de Nouvelle-Zélande de poursuite par équipes en 2024